# Wallfahrtslinde

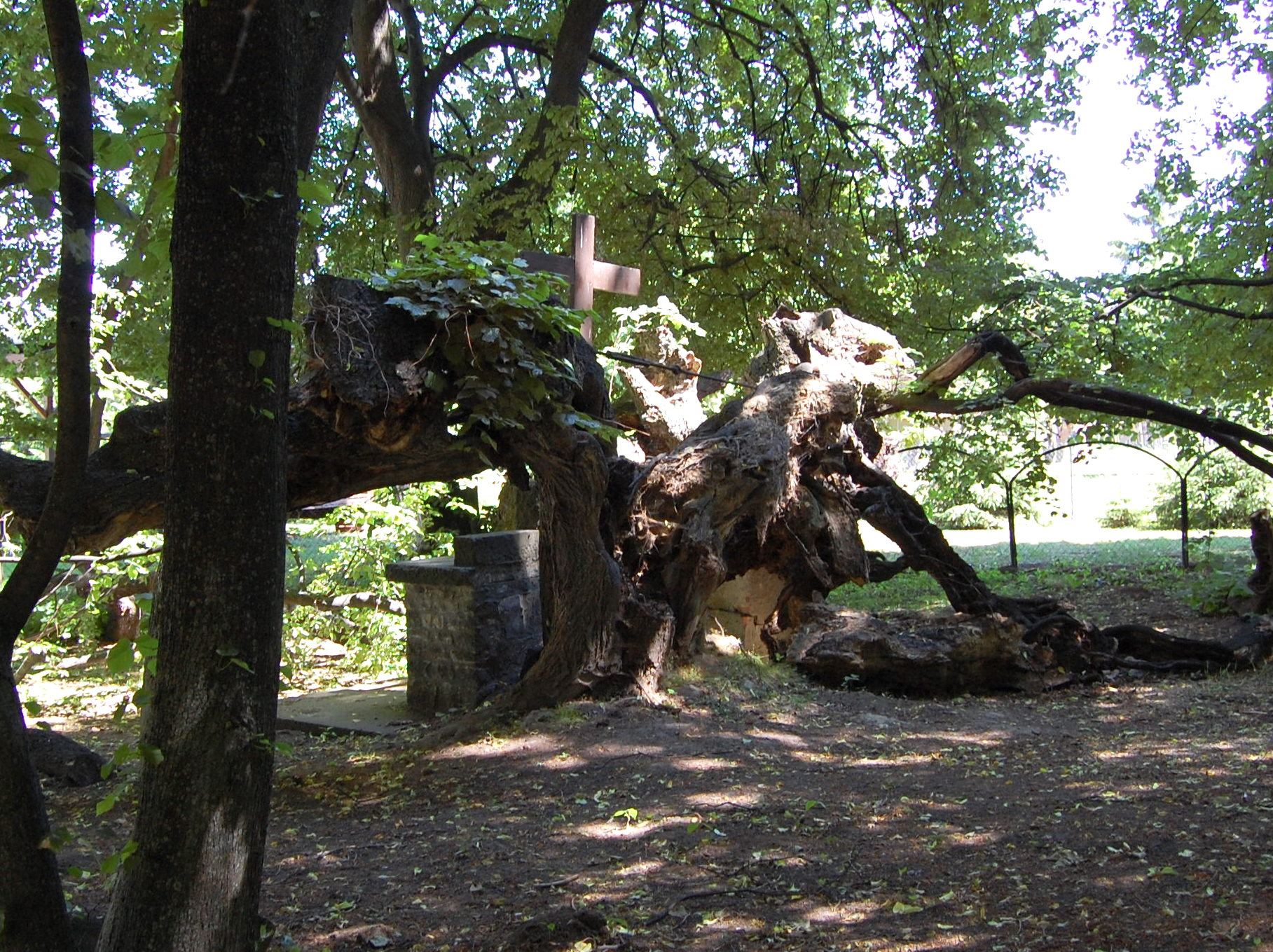
Wallfahrtslinde in Schwanebeck

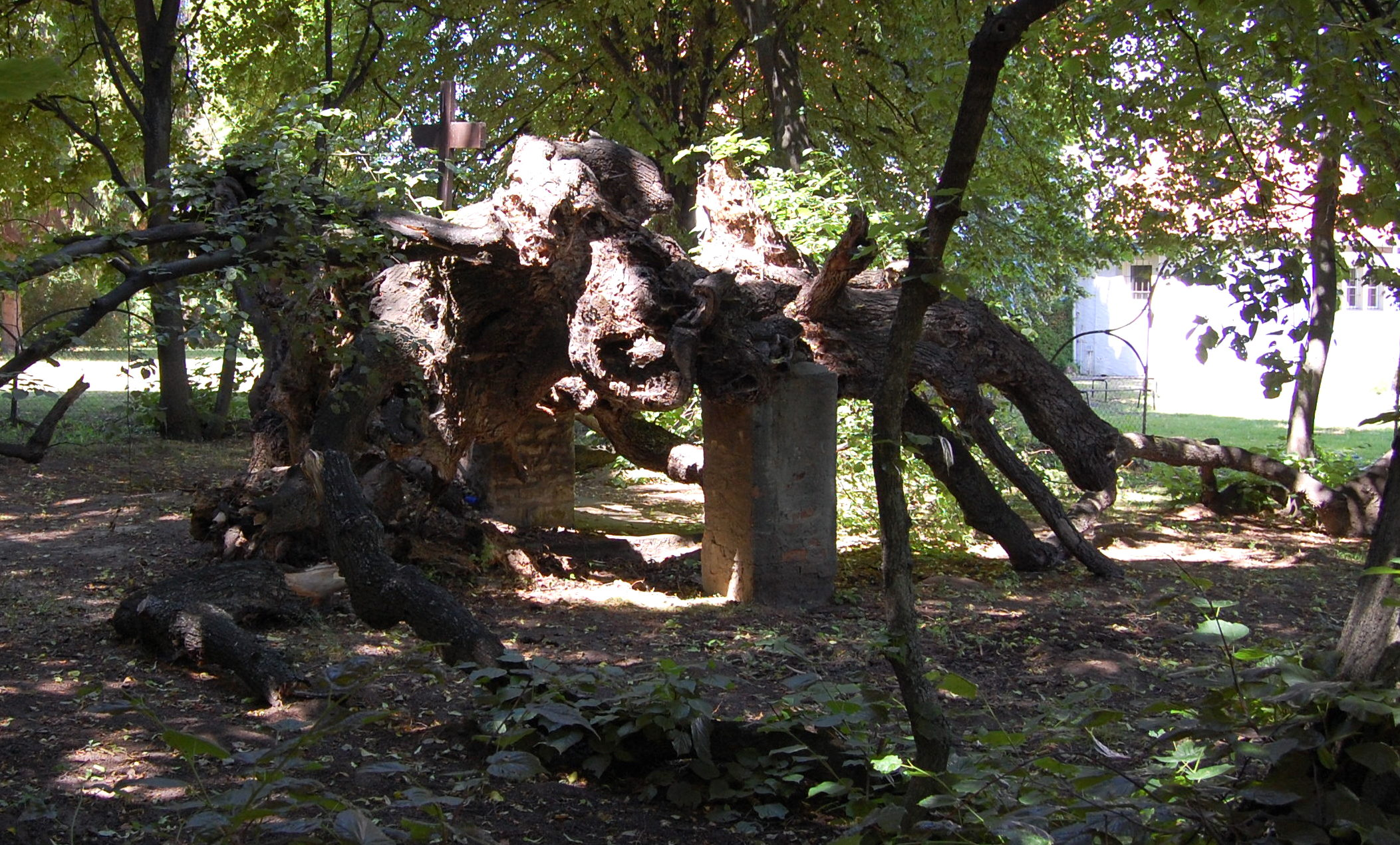
Stützen an der Ostseite der Linde

Die Wallfahrtslinde ist eine sehr alte Linde in Schwanebeck in Sachsen-Anhalt.

## Lage und Beschaffenheit
Das Alter der in unmittelbarer Nähe zur katholischen Kirche Zum Allerheiligsten Altarssakrament befindlichen Linde ist unbekannt. Der Legende nach geht sie auf das Jahr 1334 zurück. Heute sind nur noch Reste des allerdings immer noch vitalen Stamms erhalten. Aufgrund dieses Zustandes ist die Angabe eines Baumumfanges im klassischen Sinne nicht möglich. Die wenigen verbliebenen Äste senken sich zu Boden und sind zum Teil durch Mauern und einen gemauerten Pfeiler gestützt. Der Baum ist von vielen alten Linden umgeben, die sich aus Ästen der alten Linde entwickelt haben, die den Boden berührten und sich spontan neu bewurzelten. Im Zentrum der Linde ist ein Kreuz aufgerichtet. Die Linde dient als Wallfahrtsort. Sie ist von einem kleinen Zaun umgeben.

## Legende und Wallfahrt
Im Jahr 1334 soll ein Dieb aus der Sankt-Johannis-Kirche des nahe gelegenen, heute zu Schwanebeck gehörenden Büblingen das goldene Ziborium gestohlen und dann auf einem Acker vergraben haben. Am nächsten Tag soll das Pferd eines den Acker pflügenden Bauern an dieser Stelle stehen geblieben sein. Der Bauer grub und fand den Kelch sowie die darin befindlichen Hostien. Er ging dann zum Pfarrer, um von dem Fund zu berichten. Zuvor markierte er die Stelle jedoch mit seinem aus Lindenholz bestehenden Peitschenstock. Der Stock soll dann begonnen haben, Wurzeln zu schlagen und zu grünen. Die heutige Linde wäre damit aus dem Peitschenstock des Bauern hervorgegangen.
Der „grünende Peitschenstock“' wurde bekannt und zu einer katholischen Wallfahrtsstätte. Der Halberstädter Bischof Albrecht soll noch 1334 aus Dankbarkeit für die Wiedererlangung des Ziboriums die noch heute als Kirche zum allerheiligsten Altarsakrament bestehende Wallfahrtskapelle begründet haben. Nachdem die Wallfahrt durch die 1809 erfolgte Säkularisation des Halberstädter Burchardiklosters unterbrochen worden war, findet sie seit 1924 jeweils an einem Sonntag nach Fronleichnam wieder statt.